# DeVlag
El Deutsch-Vlämische Arbeitsgemeinschaft o Grupo de Trabajo Germano-Flamenco, más conocido como DeVlag, fue una organización pro-nazi activa en Flandes durante la ocupación alemana de Bélgica durante la Segunda Guerra Mundial. Fue fundada en 1936 por los académicos Jef Van de Wiele y Rolf Wilkening como una asociación cultural, con el propósito de fortalecer el intercambio de estudiantes y profesores entre las universidades de Lovaina y Colonia.
Su número de miembros llegó a cientos a fines de la década de 1930. En mayo de 1941, después de la invasión alemana, el DeVlag comenzó a recibir el respaldo financiero de las SS y se reorganizó en una organización nacionalsocialista. Esto se hizo primero en secreto. El SS-Obergruppenführer alemán Gottlob Berger fue nombrado más tarde como presidente del DeVlag, y el vínculo entre las dos organizaciones se hizo oficial.
La orientación del DeVlag hacia las SS lo llevó a una disputa con la Unión Nacional Flamenca (VNV), la principal organización de colaboración en los Flandes ocupados, que originalmente había apoyado las actividades "culturales" del DeVlag. El VNV era un movimiento nacionalista flamenco, que imaginaba un Flandes independiente, o incluso un Dietsland, en una Europa dominada por los alemanes, mientras que Van de Wiele consideraba al holandés simplemente un dialecto alemán y al pueblo flamenco como parte de la raza alemana. DeVlag vio al nacionalismo holandés o flamenco como provincialismo, y apoyó la anexión absoluta de Flandes al Gran Reich Alemán. El VNV también tenía raíces parcialmente clericales, mientras que la ideología de las SS respaldada por el DeVlag tenía nociones anticristianas. Mientras que el DeVlag recibió el apoyo de las SS, el VNV recibió el apoyo de la ocupación militar de la Wehrmacht (Militärverwaltung) y del jefe del gobierno militar, Alexander von Falkenhausen.
Ambos grupos compitieron para reclutar miembros para las Waffen-SS. En 1943, cuando el VNV comenzó su ala juvenil De Nationaal-Socialistische Jeugd en Vlaanderen ("Juventudes Nacional-Socialistas en Flandes"), el DeVlag respondió creando el ala flamenca de las Juventudes Hitlerianas.
DeVlag alcanzó la cima de 50.000 miembros en 1943. A finales de 1944, los líderes nazis respondieron a las demandas del DeVlag al anexar Flandes y Valonia al Reich alemán, pero esto era más teórico que real, ya que Bélgica pronto fue liberada por las fuerzas aliadas que avanzaban. Sin embargo, Van de Wiele recibió el título de "Líder nacional del pueblo flamenco" (Landsleider van het Vlaamsche volk) y el DeVlag fue considerado por los alemanes como el único partido que representa a la unidad socialista nacional en Flandes.